# 生きてたらシアワセ
『生きてたらシアワセ』（いきてたらシアワセ）は、日本の歌手である沢田研二の44作目となるオリジナル・アルバム。
2007年6月25日にリリース。発売元は沢田の自主レーベルであるJULIE LABEL。シングル「そっとくちづけを（c/w生きてたらシアワセ）」と同時発売。

## 解説
シングルカットされた2曲「そっとくちづけを」「生きてたらシアワセ」は、特に表記は無いが共にシングルとはバージョンが異なる。

## 収録曲
- 全編曲：白井良明

1. 生きてたらシアワセ
  - 作詞:沢田研二／作曲:白井良明
  - 「そっとくちづけを」のカップリング曲。
2. そっとくちづけを
  - 作詞:安珠／作曲:泰輝
3. ひかり
  - 作詞・作曲:GRACE
4. God Bless You
  - 作詞:GRACE／作曲:下山淳
5. 太陽
  - 作詞:沢田研二／作曲:泰輝
6. 天使に涙は似合わない
  - 作詞:沢田研二／作曲:柴山和彦
7. 明日
  - 作詞:GRACE／作曲:八島順一
8. 希望✌︎
  - 作詞:沢田研二／作曲:白井良明
9. 黒いピエロと黒いマリア
  - 作詞:沢田研二／作曲:GRACE